# Base Aérea de Geçitkale
La Base Aérea de Geçitkale  (en turco: Geçitkale Havaalanı) (IATA: GEC, ICAO: LCGK) es un campo de aviación militar de la Fuerza Aérea de Turquía, cerca de Lefkoniko (turco: Gecitkale) en el norte de la isla de Chipre. La construcción fue terminada alrededor de 1990. Durante la renovación del Aeropuerto Internacional de Ercan entre septiembre de 2002 y mayo de 2004, sirvió como aeropuerto civil primaria para el norte de Chipre. Extraoficialmente el código OACI de Gecitkale es LCGK. 
En el verano de 1998, en medio de crecientes tensiones entre Grecia y Turquía, este último país brevemente posicionó seis F-16 en Gecitkale, en respuesta a la colocación de cuatro F-16 y dos Lockheed C- 130 Hércules en Paphos. Los últimos Aviones de combate que llegaron al aeropuerto lo hicieron en noviembre de 2000.